# Club Deportivo Puerto Cruz
El Club Deportivo Puerto Cruz es un club de fútbol de la ciudad de Puerto de la Cruz (Santa Cruz de Tenerife) España. Actualmente juega en Regionales, pero es uno de los clubes históricos de Canarias.

## Historia
El CD Puerto Cruz se fundó en 1957 a partir de los juveniles Unión Portuense fundado en 1936 y C.D. Once Piratas tras la unión del Puerto Cruz 1912 y el CD San Telmo 1926. En 1957 la unión fracasó y volvieron a nacer el CD Puerto Cruz y el San Telmo CF, llegando a ser el segundo filial del primero a finales de los ochenta. En 1959 la desaparición del CD Norte hizo que muchos jugadores y directivos pasaran al CD Puerto Cruz. El club portuense vivió sus mejores momentos en las décadas de los sesenta y setenta, en las cuales ganó seis copas Heliodoro Rodríguez López, disputando otras tres finales más. En los ochenta el CD Puerto Cruz forma parte de los equipos que crearon el Grupo XII de la Tercera División Española, el correspondiente a las Islas Canarias. En la temporada 1982/83 no pudo disputar los play off de ascenso a Segunda División B pese a quedar subcampeón al quedar excluido por ser uno de los peores segundos de los, por aquel entonces, trece grupos de la categoría. En este último nivel del fútbol nacional ha disputado catorce campañas, la última la 1999/00. Actualmente el equipo se encuentra en la Interinsular preferente grupo 1º temp. 2016/2017.

## Estadio

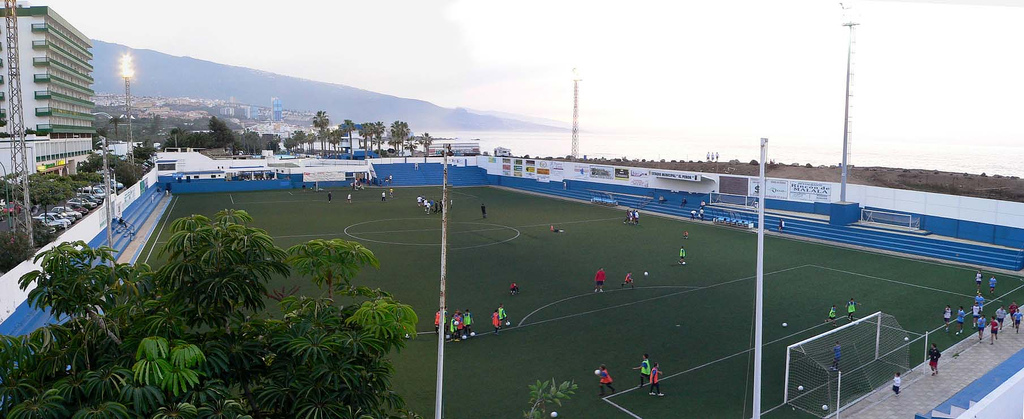
Estadio Municipal El Peñón

El equipo juega sus partidos como local en el Estadio Municipal El Peñón que tiene capacidad para 3.000 espectadores. Se encuentra junto al Peñón del Fraile, gran roca de origen volcánico que le da nombre.

## Uniforme
- Local: camiseta es blanca, el pantalón es blanco y las medias blancas.
- Visitante: el uniforme visitante es completamente morado para la temporada 2014/15.

## Todas las temporadas
| Temporada | División    | Posición | Copa del Rey |
| --------- | ----------- | -------- | ------------ |
| 1958/59   | 2.ªRegional | 2°       |              |
| 1959/60   | 2.ªRegional | 1º       |              |
| 1960/61   | 1.ªRegional | 3°       |              |
| 1961/62   | 1.ªRegional | 4°       |              |
| 1962/63   | 1.ªRegional | 4°       |              |
| 1963/64   | 1.ªRegional | 1º       |              |
| 1964/65   | 1.ªRegional | 3°       |              |
| 1965/66   | 1.ªRegional | 1º       |              |
| 1966/67   | 1.ªRegional | 1º       |              |
| 1967/68   | 1.ªRegional | 6°       |              |
| 1968/69   | 1.ªRegional | 1º       |              |
| 1969/70   | 1.ªRegional | 1º       |              |
| 1970/71   | 1.ªRegional | 1º       |              |
| 1971/72   | 1.ªRegional | 4°       |              |
| 1972/73   | 1.ªRegional | 4°       |              |
| 1973/74   | 1.ªRegional | 3°       |              |
| 1974/75   | 1.ªRegional | 2°       |              |
| 1975/76   | Preferente  | 8º       |              |
| 1976/77   | Preferente  | 4º       |              |
| 1977/78   | Preferente  | 4º       |              |
| 1978/79   | Preferente  | 2º       |              |
| 1979/80   | Preferente  | 4.º      |              |
| 1980/81   | 3ªDivisión  | 8º       |              |
| 1981/82   | 3ªDivisión  | 4.º      |              |
| 1982/83   | 3ªDivisión  | 2º       |              |
| 1983/84   | 3ªDivisión  | 5.º      |              |
| 1984/85   | 3ªDivisión  | 8.º      |              |
| 1985/86   | 3ªDivisión  | 10.º     |              |
| 1986/87   | 3ªDivisión  | 7.º      |              |
| 1987/88   | 3ªDivisión  | 7.º      |              |
| 1988/89   | 3ªDivisión  | 5.º      |              |
| 1989/90   | 3ªDivisión  | 3.º      |              |
| 1990/91   | 3ªDivisión  | 18º      |              |
| 1991/92   | Preferente  | 6º       |              |
| 1992/93   | Preferente  | 12º      |              |
| 1993/94   | Preferente  | 2º       |              |
| 1994/95   | Preferente  | 4.º      |              |
| 1995/96   | Preferente  | 2.º      |              |
| 1996/97   | 3ªDivisión  | 11.º     |              |
| 1997/98   | 3ªDivisión  | 19.º     |              |
| 1998/99   | Preferente  | 2.º      |              |
| 1999/00   | 3ªDivisión  | 18.º     |              |

| Temporada | División    | Posición | Copa del Rey |
| --------- | ----------- | -------- | ------------ |
| 2000/01   | Preferente  | 12º      |              |
| 2001/02   | Preferente  | 12º      |              |
| 2002/03   | Preferente  | 3.º      |              |
| 2003/04   | Preferente  | 14º      |              |
| 2004/05   | Preferente  | 12.º     |              |
| 2005/06   | Preferente  | 14.º     |              |
| 2006/07   | Preferente  | 17.º     |              |
| 2007/08   | 1.ªRegional | 1º       |              |
| 2008/09   | Preferente  | 10.º     |              |
| 2009/10   | Preferente  | 9º       |              |
| 2010/11   | Preferente  | 16.º     |              |
| 2011/12   | 1.ªRegional | 3.º      |              |
| 2012/13   | 1.ªRegional | 1º       |              |
| 2013/14   | Preferente  | 15.º     |              |
| 2014/15   | 1.ªRegional | 8.º      |              |
| 2015/16   | 1.ªRegional | 1º       |              |
| 2016/17   | Preferente  | 10.º     |              |
| 2017/18   | Preferente  | 6.º      |              |
| 2018/19   | Preferente  | 8.º      |              |
| 2019/20   | Preferente  | 13.º     |              |
| 2020/21   | Preferente  | 9.º      |              |
| 2021/22   | Preferente  | 4°       |              |
| 2022/23   | Preferente  | 6°       |              |
| 2023/24   | Preferente  | 7º       |              |

### Datos del Club
- Temporadas en Tercera División: 14
- Temporadas en Preferente: 30
- Temporadas en Primera Regional: 20
- Temporadas en Segunda Regional: 2

## Palmarés
- Campeón de Primera Regional (9): 1963/64, 1965/66, 1966/67, 1968/69, 1969/70, 1970/71, 2007/08, 2012/13 y 2015/16.
- Campeón Segunda Regional (2): 1959/60, 2023/2024
- Campeón del Campeonato de las Islas Canarias (1): 1975[3]
- Subcampeón de Tercera División (Grupo XII) (1): 1982/83
- Campeón de la Copa Heliodoro Rodríguez López (6): 1963/64, 1966/67, 1967/68, 1971/72 y 1976/77.[4]
- Subcampeón de la Copa Heliodoro Rodríguez López (3): 1961/62, 1964/65 y 1965/66.

### Trofeos amistosos
- Trofeo Teide (1): 1977[5]